# Jérémy Clément
Jérémy Clément (Béziers, Languedoc-Rosellón, 26 de agosto de 1984) es un exfutbolista francés. que jugaba de centrocampista.

## Clubes
| Club                      | País    | Año       |
| ------------------------- | ------- | --------- |
| Olympique de Lyon         | Francia | 2003-2006 |
| Rangers F. C.             | Escocia | 2006-2007 |
| Paris Saint-Germain F. C. | Francia | 2007-2011 |
| A. S. Saint-Étienne       | Francia | 2011-2017 |
| A. S. Nancy-Lorraine      | Francia | 2017-2019 |
| F. C. Bourgoin-Jallieu    | Francia | 2019-2020 |

## Palmarés

### Títulos nacionales
| Título               | Club                      | País    | Año  |
| -------------------- | ------------------------- | ------- | ---- |
| Ligue 1              | Olympique de Lyon         | Francia | 2004 |
| Ligue 1              | Olympique de Lyon         | Francia | 2005 |
| Supercopa de Francia | Olympique de Lyon         | Francia | 2005 |
| Ligue 1              | Olympique de Lyon         | Francia | 2006 |
| Copa de la Liga      | Paris Saint-Germain F. C. | Francia | 2008 |
| Copa de Francia      | Paris Saint-Germain F. C. | Francia | 2010 |
| Copa de la Liga      | A. S. Saint-Étienne       | Francia | 2013 |